# Frédéric Galofaro
Frédéric Galofaro, né le 7 août 1976 à Voiron, est un pilote de rallye français.

## Biographie
Vainqueur du Volant Rallye Jeunes 2002, la plus importante sélection de pilotes de rallye en France, il est remarqué en championnat de France de rallye, avec des brillants résultats. En 2000, il a également gagné la sélection volant Stéphane Sarrazin et a participé à plusieurs manches du championnat de France de Rallyes Terre.
Il réside à Saint-Laurent-du-Pont (Isère).

## Palmarès
Débuts en compétition en 1997
- 1997 : Citroën AX Gti, Gr N, 8 rallyes, 7 podiums;
- 1998 : Citroën AX Gti, Gr N, 9 rallyes, 8 podiums;
- 1999 : Citroën AX Gti, Gr N, 9 rallyes dont 2 du championnat de France (Lyon Charbonnières, Cévennes), 6 podiums ; Finaliste de la sélection nationale Volant Rallye Jeunes;
- 2000 : Citroën AX Gti, Gr N, 9 rallyes, dont 2 du championnat de France (Mt Blanc, Vins de Mâcon), 8 podiums dont la victoire de classe au Mont-Blanc ; Finaliste de la sélection nationale Volant Rallye Jeunes ; Finaliste et vainqueur du Volant Stephane Sarrazin;
- 2001 : Peugeot 106, Gr A, 9 rallyes dont 2 du championnat de France, 5 podiums ; Finaliste et vainqueur de la finale nationale du Volant Rallye Jeunes;
- 2002 : Peugeot 206, Gr A, 5 rallyes du championnat de France Super 1600 dans le cadre du « volant 206 WRC »;
- 2008 : moniteur de pilotage rallyes et circuit.